# U-53 (1939)
U-53 – niemiecki okręt podwodny (U-Boot) typu VII B z okresu II wojny światowej. Okręt wszedł do służby w 1939 i został zatopiony w 1940.

## Historia
Podczas wojny odbył 3 patrole bojowe, spędzając w morzu 96 dni. Zatopił 7 statków o łącznej pojemności 27.316 BRT (z czego aż 5 należących do państw neutralnych) i uszkodził jeden (8.022 BRT).
Na trzecim patrolu, w dniach 11-14 lutego 1940 zatopił na zachód od Szkocji cztery neutralne statki: dwa szwedzkie, norweski i duński, oraz uszkodził brytyjski zbiornikowiec „Imperial Transport”, który jednak dotarł do portu. W drugiej połowie lutego atakował konwój wraz z U-50, lecz torpeda wystrzelona do francuskiego zbiornikowca nie doszła do celu, wybuchając przedwcześnie. U-53 zatopił natomiast następnie omyłkowo neutralny statek „Banderas” należący do przyjaznej Hiszpanii, płynący w zaciemnieniu, co wywołało zadrażnienia w stosunkach niemiecko-hiszpańskich.
Zatopiony podczas trzeciego patrolu na Morzu Północnym przez brytyjski niszczyciel HMS „Gurkha” w rejonie Wysp Owczych, na pozycji 60°32′00″N 6°14′00″W/60,533333 -6,233333. „Gurkha” zlokalizował okręt na powierzchni wkrótce po północy 24 lutego 1940 i próbował go staranować, lecz U-Boot zszedł pod wodę. Niszczyciel następnie przeszedł nad nim trzykrotnie, zrzucając 13 bomb głębinowych, które odniosły skutek i U-Boot zatonął nie wynurzając się. Zginęła cała załoga – 42 oficerów i marynarzy.

## Przebieg służby
- 24.06.1939 – 31.08.1939 – 7. Flotylla U-Bootów Wegener w  Kilonii (szkolenie)
- 01.09.1939 – 23.02.1940 – 7. Flotylla U-Bootów w Kilonii (okręt bojowy)
- 24.02.1940 – zatopiony

Lista zatopionych i uszkodzonych jednostek:
| Data         | Nazwa                            | Państwo            | Pojemność BRT | Patrol |
| ------------ | -------------------------------- | ------------------ | ------------- | ------ |
| 15, 09. 1939 | Cheyenne                         | Wielka Brytania    | 8825          | I      |
| 17. 09. 1939 | Kafiristan                       | Wielka Brytania    | 5193          | I      |
| 11. 02. 1940 | Imperial Transport (uszkodzenie) | Wielka Brytania    | 8022          | III    |
| 11. 02. 1940 | Snestad                          | Norwegia (neutr.)  | 4114          | III    |
| 12. 02. 1940 | Dalarö                           | Szwecja (neutr.)   | 3927          | III    |
| 13. 02. 1940 | Norna                            | Szwecja (neutr.)   | 1022          | III    |
| 14. 02. 1940 | Martin Goldschmidt               | Dania (neutr.)     | 2095          | III    |
| 18. 02. 1940 | Banderas                         | Hiszpania (neutr.) | 2140          | III    |

Dowódcy:

24.06.1939 – ??.08.1939 – Oblt. Dietrich Knorr

??.08.1939 – ??.01.1940 – Kptlt. Ernst-Günther Heinicke

??.12.1939 – ??.01.1940 – Oblt. Heinrich Schonder

??.01.1940 – 14.01.1940 – Kptlt. Ernst-Günther Heinicke

15.01.1940 – 24.02.1940 – KrvKpt. Harald Grosse† 

Oblt. – Oberleutnant zur See (porucznik marynarki), Kptlt. – Kapitanleutnant (kapitan marynarki), KrvKpt. – Korvettenkapitan (komandor podporucznik)